# Сан-Луис-де-Паленке
Сан-Луис-де-Паленке (исп. San Luis de Palenque) — город и муниципалитет в северо-восточной части Колумбии, на территории департамента Касанаре.

## История
Поселение, из которого позднее вырос город, было основано 15 августа 1953 года. Муниципалитет Сан-Луис-де-Паленке был выделен в отдельную административную единицу 29 июля 1954 года.

## Географическое положение

Муниципалитет Сан-Луис-де-Паленке

Город расположен в центральной части департамента, в пределах Оринокского природно-территориального комплекса, на правом берегу реки Пауто, на расстоянии приблизительно 72 километров к востоко-северо-востоку от города Йопаль, административного центра департамента. Абсолютная высота — 173 метра над уровнем моря.
Муниципалитет Сан-Луис-де-Паленке граничит на севере с территорией муниципалитета Тринидад, на северо-западе — с муниципалитетами Поре и Нунчия, на западе — с муниципалитетом Йопаль, на юге — с муниципалитетом Орокуэ, на востоке — с территорией департамента Вичада. Площадь муниципалитета составляет 3052 км².

## Население
По данным Национального административного департамента статистики Колумбии, совокупная численность населения города и муниципалитета в 2024 году составляла 9031 человек.
Динамика численности населения муниципалитета по годам:
| 2005 | 2010 | 2015 | 2020 | 2021 | 2022 | 2023 | 2024 |
| ---- | ---- | ---- | ---- | ---- | ---- | ---- | ---- |
| 7415 | 7569 | 7765 | 8585 | 8582 | 8743 | 8877 | 9031 |

Согласно данным переписи 2005 года мужчины составляли 54,7 % от населения Сан-Луис-де-Паленке, женщины — соответственно 45,3 %. В расовом отношении белые и метисы составляли 99,1 % от населения города; негры и мулаты — 0,6 %; индейцы — 0,3 %.

## Экономика
Большинство трудоспособного населения занято в скотоводстве, а также в выращивании риса, цитрусовых, сахарного тростника, кукурузы и бананов.
54,5 % от общего числа городских и муниципальных предприятий составляют предприятия торговой сферы, 31,7 % — предприятия сферы обслуживания, 6,9 % — промышленные предприятия, 6,9 % — предприятия иных отраслей экономики.